# Liste der Kulturgüter in Seftigen
Die Liste der Kulturgüter in Seftigen enthält alle Objekte in der Gemeinde Seftigen im Kanton Bern, die gemäss der Haager Konvention zum Schutz von Kulturgut bei bewaffneten Konflikten, dem Bundesgesetz vom 20. Juni 2014 über den Schutz der Kulturgüter bei bewaffneten Konflikten sowie der Verordnung vom 29. Oktober 2014 über den Schutz der Kulturgüter bei bewaffneten Konflikten unter Schutz stehen.
Objekte der Kategorie A sind im Gemeindegebiet nicht ausgewiesen, Objekte der Kategorie B sind vollständig in der Liste enthalten, Objekte der Kategorie C fehlen zurzeit (Stand: 12. April 2024). Unter übrige Baudenkmäler sind geschützte Objekte zu finden, die im Bauinventar des Kantons Bern als «schützenswert» verzeichnet sind.

## Kulturgüter
| Foto |                                                      | Objekt                    | Kat. | Typ | Standort                       | Beschreibung |
| ---- | ---------------------------------------------------- | ------------------------- | ---- | --- | ------------------------------ | --- |
| ja   | Datei hochladen · Wikidata zu Bauernhaus (Q29675066) | Bauernhaus KGS-Nr.: 01218 | B    | G   | Schulstrasse 4 607730 / 181910 | Das 1680 erbaute Bauernhaus ist ein ausgesprochen stattliches, hoch aufragendes Gebäude, dessen steiles Gerschilddach giebelseitig weit vorsteht. Im Erdgeschoss ist das Bauwerk in Ständerbauweise ausgeführt, im Ober- und Dachgeschoss als Blockbau (jeweils vorkragend). Die als Schaufront ausgebildete Südfassade ist weitgehend original erhalten. |

## Übrige Baudenkmäler
Hinweis: Anstelle der KGS-Nummer wird als Objekt-Identifikator (ID) die Grundstücksnummer verwendet.
| ID  | Foto |                                                                      | Objekt                             | Typ | Standort                            | Beschreibung        |
| --- | ---- | -------------------------------------------------------------------- | ---------------------------------- | --- | ----------------------------------- | ------------------- |
| 9   | ja   | Datei hochladen · Wikidata zu Archiv- und Gefängnisturm (Q104218077) | Archiv- und Gefängnisturm (1612)   | G   | Chefeligasse 4 607730 / 181848      |                     |
| 13  | ja   | Datei hochladen · Wikidata zu Altes Schulhaus (Q118323882)           | Altes Schulhaus (1714–1716)        | G   | Schulstrasse 5 607696 / 181926      |                     |
| 72  | BW   | Datei hochladen                                                      | Bauernhaus (um 1820)               | G   | Blattackerstrasse 3 607779 / 182259 |                     |
| 126 | ja   | Datei hochladen · Wikidata zu Alte Schmiede (Q118324028)             | Alte Schmiede (1. Viertel 18. Jh.) | G   | Dorfstrasse 21 607692 / 181761      |                     |
| 282 | ja   | Datei hochladen · Wikidata zu Bauernhaus (Q118324191)                | Bauernhaus (um 1710–1720)          | G   | Oberdorfstrasse 25 607724 / 182124  |                     |
| 353 | BW   | Datei hochladen                                                      | Alte Schreiberei (um 1780–1790)    | G   | Im Hüsi 1 607980 / 181742           |                     |
| 360 | BW   | Datei hochladen                                                      | Bauernhaus (1822)                  | G   | Oberdorfstrasse 10 607809 / 181900  |                     |
| 561 | ja   | Datei hochladen · Wikidata zu Bauernhaus (Q29675066)                 | Bauernhaus (1680)                  | G   | Schulstrasse 4 607725 / 181910      | Siehe KGS-Nr.: 1218 |
| 617 | BW   | Datei hochladen                                                      | Bauernhaus (1. Viertel 19. Jh.)    | G   | Ausserdorf 36 608423 / 182109       |                     |
| 844 | BW   | Datei hochladen                                                      | Wohnhaus (1979)                    | G   | Blattackerstrasse 5 607819 / 182270 |                     |